# تاتيانا توماشوفا
تاتيانا إيفانوفنا توماشوفا (الروسية:Татьяна Ивановна Томашова ، من مواليد 1 يوليو 1975 في بيرم) عداءة مسافات متوسطة روسية، في 31 يوليو 2008 تم تعليق توماشوفا من قبل الاتحاد الدولي لألعاب القوى إلى جانب ستة رياضيين آخرين في ألعاب القوى والميدان ، بسبب جرائم تعاطي المنشطات. تم توجيه الاتهام إليها بموجب القواعد 32.2 (ب) و 32.2 (هـ) من الاتحاد الدولي لألعاب القوى عن «الإحتيال الاحتيالي للبول الذي يعتبر طريقة محظورة وأيضًا شكل من أشكال العبث بعملية مراقبة تعاطي المنشطات». تم تعيينها للمنافسة في الألعاب الأولمبية الصيفية لعام 2008.
في 20 أكتوبر 2008 ، أعلن أن توماشوفا ، إلى جانب ستة رياضيين روس آخرين سيحصلون على حظر المنشطات لمدة عامين لمعالجة عينات المخدرات.

## روابط خارجية
- تاتيانا توماشوفا على موقع الاتحاد الدولي لألعاب القوى (الإنجليزية)
- تاتيانا توماشوفا على موقع اللجنة الأولمبية الدولية (الإنجليزية)
- تاتيانا توماشوفا على موقع أوليمبيديا (الإنجليزية)